# 赤座憲久
赤座 憲久（あかざ のりひさ、1927年3月21日 - 2012年8月31日）は、日本の児童文学者。

## 来歴
岐阜県稲葉郡那加村（現各務原市）生まれ。岐阜師範学校（後の岐阜大学教育学部）卒。
はじめは「短歌人」に入会して短歌を創作。斎藤史に師事し、のちに「原型」に移る。岐阜県内の小学校、岐阜県立岐阜盲学校の教員を経て1971年より大垣女子短期大学教授。
1962年『目のみえぬ子ら』で毎日出版文化賞、1964年『大杉の地蔵』で講談社児童文学新人賞、1988年『雨のにおい星の声』で新美南吉児童文学賞、産経児童出版文化賞、絵本にっぽん大賞、1989年『かかみ野の土』『かかみ野の空』で日本児童文芸家協会賞受賞。
盲人、原爆、沖縄などを主題とするほか、古代史に取材したものもある。
2012年8月31日、低酸素脳症のために死去。85歳没。遺体は名古屋大学医学部へ献体された。
長女は児童文学作家のあかねるつ。

## 著書
- 『緑窓 赤座憲久歌集』（短歌人会） 1949
- 『詩集 愛の嗣業』（レバノン舎） 1953
- 『目の見えぬ子ら 点字の作文をそだてる』（岩波新書） 1961
- 『詩集 瞳のない顔』（不動工房） 1961
- 『白ステッキの歌』（講談社） 1965
- 『ルツおはなしできる 幼児のことばと成長』（黎明書房） 1965
- 『詩集 天安門』（不動工房） 1966
- 『飛騨の高山』（角川文庫） 1968
- 『詩集 モンマルトルの丘』（詩宴社） 1969
- 『星はねこのなき声だ』（文研出版） 1970
- 『きつねのかしばこ』（文研出版） 1972
- 『いっせいに花咲く街』（岩波書店） 1974
- 『パパの歩いた国ぐに 娘ルツへの手紙』（六法出版社） 1974
- 『しらさぎ山のクマたち』（金の星社） 1975
- 『新島の飛騨んじい』（講談社） 1977.1
- 『青い山かげ 少年詩集』（じゃこめてい出版） 1977.4
- 『子どもがことばと出あうとき』（柏樹社） 1977.5
- 『砂の音はとうさんの声』（小峰書店） 1978.5
- 『バイオリンの村』（小峰書店） 1979.7
- 『きょうだいクラス』（PHP研究所） 1979.11
- 『雪と泥沼』（小峰書店） 1979.11
- 『はばたけヒコヤン 少年鵜匠物語』（PHP研究所） 1980.8
- 『手すきの卒業証書』（国土社） 1982.1
- 『えっちゃんのなまえ』（佼成出版社） 1982.2
- 『おばさんのうちは動物園』（小峰書店） 1981.2
- 『スミぬり教科書』（小学館） 1981.12
- 『かつやとヒコヤン』（PHP研究所） 1982.8
- 『関ケ原火薬庫物語』（講談社） 1982.11
- 『ユウジとうりんぼブウ』（ほるぷ出版） 1983.6
- 『円空さん』（小峰書店） 1984.2
- 『子犬ゆずります』（新日本出版社） 1984.7
- 『医者ザムライとそのまご』（文研出版） 1984.8
- 『マブニのアンマー おきなわの母』（ほるぷ出版） 1985.3
- 『広島のアリ』（汐文社） 1985.4
- 『鳥のなき声誕生会』（小峰書店） 1985.10
- 『サワグルミのおじいさん』（国土社） 1985.12
- 『園美さんのお店学校』（フレーベル館） 1986.6
- 『ほおづえのひ・み・つ』（国土社） 1987.5
- 『兵隊ばあさん』（学校図書） 1987.9
- 『雨のにおい星の声』（小峰書店） 1987.12
- 『チルのどろんこのしっぽ』（新日本出版社） 1988.4
- 『まさぼうのうちのばんどり』（教育画劇） 1988.9
- 『かかみ野の土 壬申の乱』（小峰書店） 1988.12
- 『かかみ野の空 女王の時代』（小峰書店） 1989.2
- 『二本足のいぬベア』（新日本出版社） 1989.3
- 『デイゴの花かげ 盲目の先達・高橋福治』（小峰書店） 1989.12
- 『かかみののおおだぬき』（小峰書店） 1991.4
- 『ふわり太平洋』（小峰書店、赤い鳥文庫） 1991.6
- 『すいかわりやぁめた』（真宗大谷派宗務所出版部） 1991.8
- 『空がわれた日』（文渓堂） 1992.1
- 『盲導犬になれなかったジョリー』（新日本出版社） 1992.12
- 『いないいないいない』（PHP研究所） 1992.12
- 『コッチがうんだ小さなたまご』（岩崎書店） 1993.1
- 『再考新美南吉』（エフエー出版） 1993.4
- 『あばれ天竜を恵みの流れに 治山治水に生涯をささげた金原明善』（PHP研究所） 1993.6
- 『かかみ野の風 長屋王の変』（小峰書店） 1993.10
- 『まいあがれ! 春の女神 昆虫博士・名和靖ものがたり』（PHP研究所） 1994.2
- 『さいたさいた百十郎桜』（新日本出版社） 1994.7
- 『赤道直下の幽霊たち』（PHP研究所） 1995.6
- 『ガジュマルの木かげ学校』（PHP研究所） 1996.2
- 『さよならハーネス 盲導犬クララものがたり』（新日本出版社） 1996.4
- 『ぼくは盲導犬のサポーター!』（新日本出版社） 1997.7
- 『あしたはリョウちゃんがくる』（小峰書店） 1997.9
- 『ひばりが丘少年記』（岩崎書店） 1997.12
- 『歴史学者津田左右吉 歴史は未来をひらく』（小峰書店） 1998.7
- 『たのむよ、盲導犬イエラ』（新日本出版社） 2001.6
- 『波照間からの旅立ち』（小峰書店） 2004.4

## 共編著
- 『美濃の民話』1 - 2集（編、未来社、日本の民話） 1973 - 1977
- 『児童文化』（原昌共編、福村出版、保育叢書） 1982.7
- 『新美南吉覚書』（あかね・るつ共著、国土社） 1983.3